# Phil Ofosu-Ayeh
Phil Ofosu-Ayeh (Moers, 15 settembre 1991) è un calciatore tedesco naturalizzato ghanese, difensore del PSS Sleman.

## Caratteristiche tecniche
È un terzino destro.

## Carriera

### Nazionale
Ha esordito con la nazionale ghanese il 14 ottobre 2015 in occasione di un'amichevole pareggiata 1-1 contro il Canada.

## Statistiche

### Cronologia presenze e reti in nazionale
| Cronologia completa delle presenze e delle reti in nazionale ― Ghana | Cronologia completa delle presenze e delle reti in nazionale ― Ghana | Cronologia completa delle presenze e delle reti in nazionale ― Ghana | Cronologia completa delle presenze e delle reti in nazionale ― Ghana | Cronologia completa delle presenze e delle reti in nazionale ― Ghana | Cronologia completa delle presenze e delle reti in nazionale ― Ghana | Cronologia completa delle presenze e delle reti in nazionale ― Ghana | Cronologia completa delle presenze e delle reti in nazionale ― Ghana |
| Data                                                                 | Città                                                                | In casa                                                              | Risultato                                                            | Ospiti                                                               | Competizione                                                         | Reti                                                                 | Note                                                                 |
| -------------------------------------------------------------------- | -------------------------------------------------------------------- | -------------------------------------------------------------------- | -------------------------------------------------------------------- | -------------------------------------------------------------------- | -------------------------------------------------------------------- | -------------------------------------------------------------------- | -------------------------------------------------------------------- |
| 14-10-2015                                                           | Washington                                                           | Canada                                                               | 1 – 1                                                                | Ghana                                                                | Amichevole                                                           | -                                                                    | 68’                                                                  |
| Totale                                                               |                                                                      | Presenze                                                             | 1                                                                    |                                                                      | Reti                                                                 | 0                                                                    |                                                                      |